# Abdelkrim Baadi
Abdelkrim Baadi (Agadir, 14 aprile 1996) è un calciatore marocchino, difensore del Raja Casablanca.

## Carriera

### Club
Ha giocato nella prima divisione marocchina.

### Nazionale
È stato incluso nella lista dei convocati per la Coppa d'Africa 2019.

## Statistiche

### Cronologia presenze e reti in nazionale
| Cronologia completa delle presenze e delle reti in nazionale ― Marocco | Cronologia completa delle presenze e delle reti in nazionale ― Marocco | Cronologia completa delle presenze e delle reti in nazionale ― Marocco | Cronologia completa delle presenze e delle reti in nazionale ― Marocco | Cronologia completa delle presenze e delle reti in nazionale ― Marocco | Cronologia completa delle presenze e delle reti in nazionale ― Marocco | Cronologia completa delle presenze e delle reti in nazionale ― Marocco | Cronologia completa delle presenze e delle reti in nazionale ― Marocco |
| Data                                                                   | Città                                                                  | In casa                                                                | Risultato                                                              | Ospiti                                                                 | Competizione                                                           | Reti                                                                   | Note                                                                   |
| ---------------------------------------------------------------------- | ---------------------------------------------------------------------- | ---------------------------------------------------------------------- | ---------------------------------------------------------------------- | ---------------------------------------------------------------------- | ---------------------------------------------------------------------- | ---------------------------------------------------------------------- | ---------------------------------------------------------------------- |
| 22-3-2019                                                              | Blantyre                                                               | Malawi                                                                 | 0 – 0                                                                  | Marocco                                                                | Qual. Coppa d'Africa 2019                                              | -                                                                      | 74’                                                                    |
| 12-6-2019                                                              | Marrakech                                                              | Marocco                                                                | 0 – 1                                                                  | Gambia                                                                 | Amichevole                                                             | -                                                                      | 75’                                                                    |
| 10-9-2019                                                              | Marrakech                                                              | Marocco                                                                | 1 – 0                                                                  | Niger                                                                  | Amichevole                                                             | -                                                                      | 71’                                                                    |
| Totale                                                                 |                                                                        | Presenze                                                               | 3                                                                      |                                                                        | Reti                                                                   | 0                                                                      |                                                                        |

## Palmarès

### Club

#### Competizioni internazionali
- Coppa della Confederazione CAF: 1

RS Berkane: 2021-2022